# 2009年塔扎爆炸案
塔扎爆炸案是指于2009年6月20日在伊拉克塔扎境内的清真寺发生的自杀炸弹攻击。爆炸事件导致至少73人丧生，200人受伤。 
目前尚未有任何组织声称对此次事件负责，官方亦没有确定具体动机。

## 事件
此次爆炸事件发生于塔扎镇的铝拉苏尔清真寺内。当大部分群众结束祷告退出清真寺时，爆炸发生。炸弹破坏了数座房屋，清真寺亦被破坏。 